# Ctenolucius beani
Ctenolucius beani är en fiskart som först beskrevs av Fowler, 1907.  Ctenolucius beani ingår i släktet Ctenolucius och familjen Ctenoluciidae. Inga underarter finns listade i Catalogue of Life.